# Ciporeat
Ciporeat is een bestuurslaag in het regentschap Bandung van de provincie West-Java, Indonesië. Ciporeat telt 4460 inwoners (volkstelling 2010).